# Lothar-Evangeliar

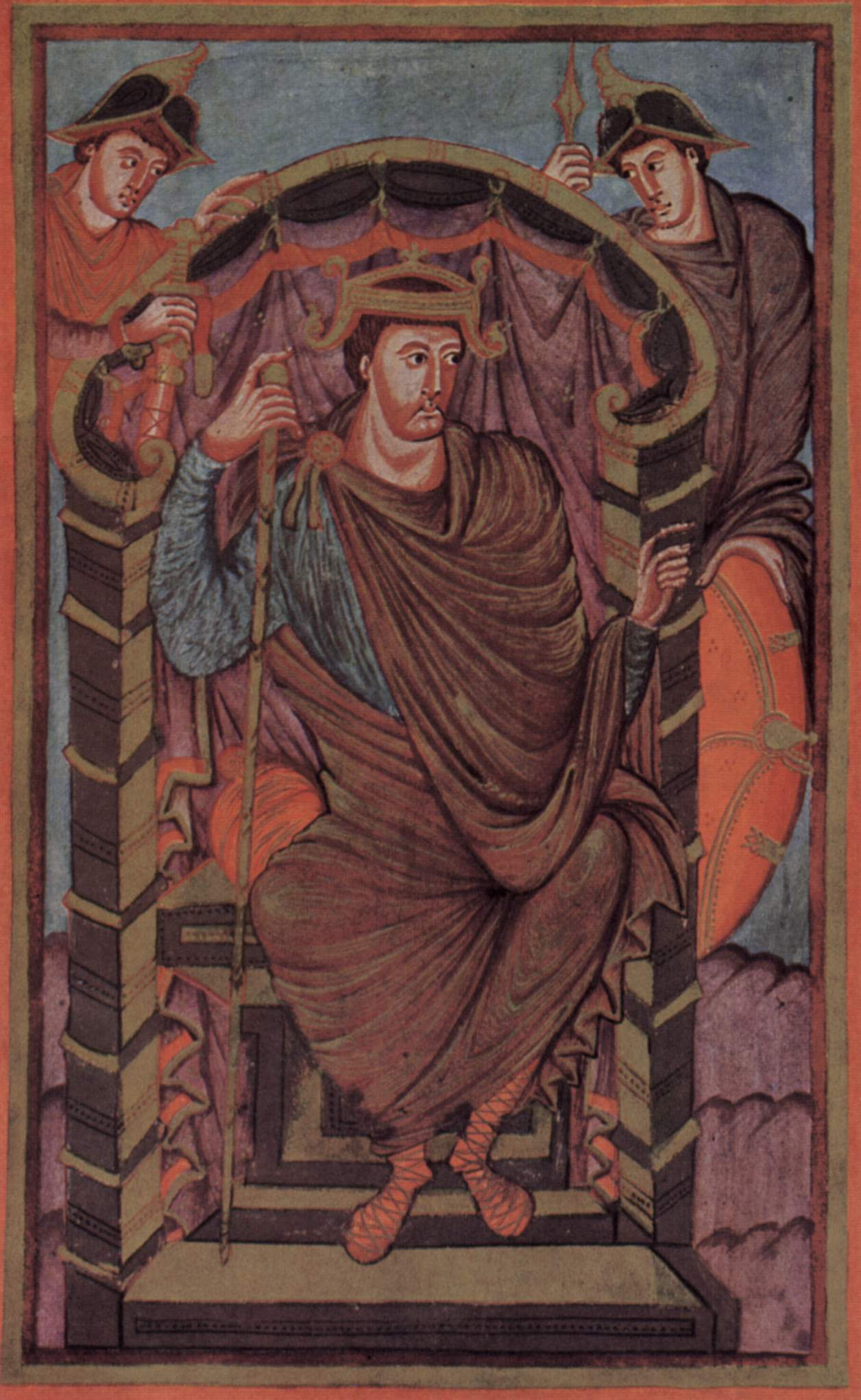
Porträt König Lothars

Das Lothar-Evangeliar (nicht zu verwechseln mit dem auch als „Evangeliar Kaiser Lothars“ bezeichneten Evangeliar aus Kleve) ist eine karolingische Bilderhandschrift, die zwischen 849 und 851 im Kloster Saint-Martin de Tours für Kaiser Lothar I. entstand. Sie gilt als künstlerischer Höhepunkt der Schule von Tours.
Das Evangeliar umfasst 221 Pergamentblätter, sein Format beträgt 250 × 322 mm. Der Buchschmuck besteht aus sechs Miniaturen, neun gerahmten Incipit-Seiten, zwölf Kanontafeln, 18 gerahmten Kapitelverzeichnissen sowie fünf Initialen. Der Text ist vollständig mit Goldtinte geschrieben. Heute befindet sich die Prachthandschrift in der Pariser Bibliothèque nationale  (Ms. lat. 266).